# Ратни злочин
Ратни злочини су једно од четири међународна кривична дела у ужем смислу. Најважнији међународни уговори који регулишу ову област јесу Женевске конвенције из 1949. године и два допунска протокола из 1977. године. На сличан начин ову област регулишу Римски статут и Кривични законик Србије.
Ратни злочин је кршење закона ратовања које доводи до индивидуалне кривичне одговорности за радње бораца у акцији, као што су намерно убијање цивила или намерно убијање ратних заробљеника, мучење, узимање талаца, непотребно уништавање цивилне имовине, обмана перфидијом, сексуално насиље из времена рата, пљачку и за сваког појединца који је део командне структуре који нареди било какав покушај почињења масовних убистава укључујући геноцид или етничко чишћење, одбијање узимања заробљеника упркос предаји, регрутацију деце у војску и кршење легалне пропорционалности и војне неопходности.
Формални концепт ратних злочина произашао је из кодификације међународног обичајног права које се односило на ратовање између суверених држава, као што су Либеров кодекс (1863) војске Уније у Америчком грађанском рату и Хашке конвенције из 1899. и 1907. за међународне рат. Након Другог светског рата, суђења за ратне злочине лидера Сила осовине успоставила су нирнбершка правна начела, као што је да међународно кривично право дефинише шта је ратни злочин. Године 1949, Женевске конвенције су правно дефинисале нове ратне злочине и утврдиле да државе могу вршити универзалну јурисдикцију над ратним злочинцима. Крајем 20. века и почетком 21. века, међународни судови су екстраполирали и дефинисали додатне категорије ратних злочина применљиве на грађански рат.

## Ратни злочини у праву Србије

### Ратни злочини против цивилног становништва (члан 372. КЗ)
Ратни злочини против цивилног становништва може бити извршен за време рата, оружаног сукоба или окупације.
Прописани су многобројни облици радње извршења овог кривичног дела који су постављени алтернативно. Те радње се могу квалификовати као ово кривично дело само ако се њима крше правила међународног права. У ставу 1 предвиђени су следећи облици радње извршења:
- напад на цивилно становништво, насеље, поједина цивилна лица или лица онеспособљена за борбу или на припаднике или објекте хуманитарних организација или мировних мисија
- напад без избора циља којим се погађа цивилно становништво или цивилни објекти под посебном заштитом међународног права
- напад на војне објекте за које се знало да ће проузроковати страдање цивилног становништва или наношење штете цивилним објектима које је у очигледној несразмери са очекиваним војним учинком
- телесне повреде, мучења, нечовечна поступања, биолошки, медицински или други научни експерименти, присилна стерилизација, узимање ткива или органа ради трансплантација, или друге радње којима се нарушава здравље или наносе велике патње
- расељавање или пресељавање или присилно однародњавање или превођење у другу веру
- присиљавање на трудноћу, проституцију или силовања
- примењивање мера застрашивања и терора, узимање талаца, колективно кажњавање, противправна лишавања слободе и затварања
- лишавање права на правилно и непристрасно суђење
- проглашење права и радњи држављана непријатељске стране забрањеним, суспендованим или недопуштеним у судском поступку
- присиљавање на службу у оружаним снагама непријатељске силе или у њеној обавештајној служби или администрацији
- присиљавање на службу у оружаним снагама лица млађег од осамнаест година
- присиљавање на принудни рад, изгладњавање становништва, противправно одузимање, присвајање или уништавање имовине у великим размерама које није оправдано војним потребама, узимање противправне и несразмерно велике контрибуције и реквизиције, смањење вредности домаћег новца или противправно издавање новца

У ставу 2 предвиђено је:
- напад на објекте посебно заштићене међународним правом и објекте и постројења са опасном снагом као што су бране, насипи и нуклеарне електране
- гађање цивилних објеката који су под посебном заштитом међународног права, небрањених места и демилитаризованих зона
- дуготрајно и великих размера оштећење природне околине које може штетити здрављу или опстанку становништва

Тежи облик постоји када се за време рата, оружаних сукоба или окупације наређује убијање цивилног становништва или када се то наређење извршава (став 3). Посебан облик постоји када се сопствено цивилно становништво пресељава на окупирану територију.
Ратни злочин се може извршити наређивањем ратних злочина или извршењем тих радњи. Издавањем наређења дело је довршено и није потребно да је наређење и извршено.
Иако се ово кривично дело по правилу врши са директним умишљајем, у неким случајевима довољан је и евентуални умишљај.

### Ратни злочини против рањеника и болесника (члан 373. КЗ)
Основна разлика у односу на кривично дело ратног злочина према цивилном становништву јесте у погледу пасивног субјекта. Овде се као пасивни субјект јављају рањеници, болесници, бродоломници, санитетско или верско особље.
Радња извршења, поред облика који су идентични са радњом ратног злочина против цивилног становништва (вршење телесних повреда, мучења, нечовечних поступака, биолошких, медицинских или других научних експеримената, узимања ткива или органа ради трансплантације, или наношење великих патњи или повреда телесног интегритета или здравља), може се састојати и у противзаконитом и самовољном уништавању или присвајању у великим размерама санитетског материјала, средстава санитетског транспорта и залиха санитетских јединица и установа, под условом да то није оправдано војним потребама.
И код овог кривичног дела потребно је да су ове радње у супротности са правилима међународног права.
Кривично дело се може извршити само за време рата, оружаног сукоба или окупације.
И ратни злочин против рањеника и болесника има тежи облик који постоји у случају када се за време рата оружаног сукоба или окупације нареди да се према рањеницима или болесницима врше убиства, или ко такво дело изврши (став 2).

### Ратни злочин против ратних заробљеника (члан 374. КЗ)
Код овог кривичног дела предвиђено је више алтернативно прописаних радњи извршења које се могу сврстати у три групе:
- тежак напад на живот и тело ратних заробљеника (истоветно као код првог облика претходног кривичног дела)
- присиљавање на вршење службе у оружаним снагама непријатеља
- лишавање права на правилно и непристрасно суђење

Дело постоји само ако је нека од ових радњи извршена кршењем правила међународног права.
И овај ратни злочин има тежи облик који постоји онда када се за време рата, оружаног сукоба или окупације нареди да се врше убиства према ратним заробљеницима или када се такво дело изврши (став 2).
У односу на сва три кривична дела ратних злочина прописаних у КЗ предвиђена је њихова незастаривост, како у погледу гоњења тако и у погледу извршења казне.

### Употреба недозвољених средстава борбе (члан 376. КЗ)
Ово и наредна два кривична дела спадају у ратне злочине у ширем смислу, иако их КЗ не назива тако изричито.
Ово кривично дело чини онај ко за време рата или оружаног сукоба нареди да се употребе борбена средства или начин борбе који су забрањени правилима међународног права, или их сам употреби (став 1). Извршилац је дакле како непосредни извршилац тако и наредбодавац. Да би се у конкретном случају утврдило да ли су употребљена забрањена средства или забрањен начин борбе, потребно је имати у виду низ међународних аката и прописа, Мартенсову клаузулу и одредбу члана 35. Допунског протокола уз Женевске конвенције.
Квалификован облик овог кривичног дела предвиђен је у ставу 2 и постоји када је услед вршења основног облика дошло до смрти више лица.
Кривично дело има и посебан облик чија радња извршења јесте позивање на употребу или припремање употребе оружја чија је употреба забрањена (став 3).
Кривично дело се може извршити само с умишљајем, који обухвата и свест учиниоца да је његов поступак недозвољен, али није неопходна да буде свестан да крши правила међународног права. Последица дела из става 2 (смрт више лица) може бити обухваћена како умишљајем, тако и нехатом учиниоца.

### Противправно убијање и рањавање непријатеља (члан 378. КЗ)
Основни облик овог кривичног дела врши онај ко кршећи правила међународног права за време рата или оружаног сукоба убије или рани непријатеља који је одложио оружје или се безусловно предао или нема средстава за одбрану.
Основни облик овог кривичног дела (став 1) може се извршити са директним и евентуалним умишљајем. Умишљај мора обухватити како лишавање живота односно рањавање, тако и чињеницу да је непријатељ онеспособљен за борбу услед једне од три наведене околности. Учинилац не мора бити свестан да је својим поступком повредио правила међународног права јер та околност спада у објективни услов инкриминације.
Тежи облик постоји уколико је убиство непријатеља извршено на подмукао начин или из ниских побуда (став 2) док најтежи облик постоји у случају када је дело извршено из користољубља или ако је убијено више лица.
Посебан облик предвиђен је у ставу 4. овог члана којим се инкриминише издавање наређења да у борби не сме бити преживелих припадника непријатеља, као и вођење борбе против непријатеља на тој основи.
Док код посебног облика из става 4, управо издавање наређења представља радњу извршења, издавањем наређења се не може извршити основни облик овог кривичног дела. Лице које би такво наређење издало, одговарало би као подстрекач.

### Противправно одузимање ствари од убијених (члан 379. КЗ)
Ово кривично дело састоји се у противправном одузимању ствари од убијених или рањених на бојишту (став 1). Уношење елемента противправности је потребно зато што постоје ствари чије је одузимање дозвољено (оружје, одређени други предмети).
Осим непосредног одузимања ствари од убијених или рањених на бојишту, радњу извршења представља и наређивање да се врши одузимање. Издавањем наређења дело је довршено и није потребно да је наређење и извршено. Дело може учинити и цивилно лице.
Дело се може извршити само са умишљајем. Учинилац мора бити свестан противправности свог деловања, будући да је противправност обухваћена законским описом кривичног дела као његово битно обележје.
Тежи облик постоји када је дело учињено на свиреп начин или када је вредност одузетих ствари преко 450.000 динара (став 2) а најтежи облик постоји када вредност одузетих ствари прелази милион динара.